# Thera otisi
Thera otisi är en fjärilsart som beskrevs av Dyar 1904. Thera otisi ingår i släktet Thera och familjen mätare. Inga underarter finns listade i Catalogue of Life.